# Адела фон Хамаланд
Адела фон Хамаланд (Adela von Hamaland) (955/960 — после 1016) последняя графиня Хамаланда (с 979).
Дочь графа Вихмана II (ум. 979) и его жены Лиутгарды Фландрской (ум. 962).
Около 975 г. вышла замуж за графа Иммеда фон Ренкума и родила ему пятерых детей. После смерти мужа (983) стала регентом при своём сыне Дирке.
После смерти отца выдвинула притязания на графство Хамаланд на том основании, что её старшая сестра Лиутгарда приняла монашество. Однако Лиутгарда, ставшая аббатисой основанного её отцом монастыря Элтен, захотела сделать его духовным княжеством за счёт присоединения к нему Хамаланда, на основании хартий отца, который пожертвовал монастырю 2/3 своих владений. Началась война, которая закончилась только после смерти Лиутгарды (995).
В 995 году вышла замуж за графа Балдерика фон Дренте и объявила его своим соправителем в Хамаланде.
В следующем году при посредничестве императора Оттона III был решён спор с монастырём Элтен. Тот получил вместо 2/3 половину графства Хамаланд, а остальные земли закреплялись за Аделой и Балдериком. В 999 году они завоевали и ту часть, которая отходила к Элтену.
В 1016 году Аделу и её мужа обвинили в убийстве графа Вихмана фон Фредена. Они были изгнаны из своих владений. Вскоре после этого Адела умерла в Кёльне, где жила при дворе архиепископа.
Дети (от первого мужа):
- Майнверк, епископ Падерборна
- Дирк (Дитрих, Тьерри) (убит 1014, возможно - по наущению матери) - иногда считается первым графом Клеве.
- Глисмод, согласно некоторым данным - жена австрийского маркграфа Адальберта Победоносного.
- Адела (ум. после 1027), аббатиса Элтена
- Эмма фон Лезум (Emma von Lesum) (ум. 1038), жена Лиутгера, сына саксонского герцога Германа Биллунга, святая Римской католической церкви.

Адела — действующее лицо романа Яна ван Акена (Jan van Aken) De valse dageraad (2001, ISBN 9789035122895).
Альберт из Меца написал о ней 'quod erat clamosa in voce, lascia in verbis, veste composita, animo dissoluta, et quod instabilitatem mentibus nutibus oculorum praeferebat'.
Второй муж Аделы Балдрик умер в 1021 году. Его графство Дренте получил Гоцелон - герцог Нижней Лотарингии.
На большей части графства Хамаланд было образовано графство Цютфен, первый правитель которого - Оттон (ум. 1037 или раньше).